# D-Block Europe
I D-Block Europe, spesso abbreviato con l'acronimo di DBE, è un collettivo hip hop britannico, composto da Adam Nathaniel "Young Adz" Williams, Ricky Earl "Dirtbike LB" Banton e Lil Pino di Lewisham.

## Carriera
Il loro primo lavoro, il mixtape di debutto Any Minute Now realizzato con Yxng Bane, è stato pubblicato nel 2018 e si è posizionato al numero 14 della classifica britannica. Sempre nel 2018 pubblicano i singoli Gucci Mane e Nassty entrambi certificati argento.
Il 15 febbraio dell'anno seguente esce il secondo mixtape denominato Home Alone certificato oro che ha raggiunto il numero 6 nella classifica degli album del Regno Unito, seguito da altri due mixtape, PTSD che si è posizionato al numero 4 della classifica ed è stato certificato
oro dalla BPI e Street Trauma piazzatosi in sesta posizione. Sempre nel 2019 pubblicano Kitchen Kings e Home Pussy entrambi certificati oro. Il 16 ottobre 2020 pubblicano il loro album di debutto The Blue Print - Us vs, che è arrivato secondo nella classifica britannica degli album. Nel 2020 ricevono una candidatura ai BRIT Awards 2020 nella categoria British Group (Gruppo musicale britannico).

## Discografia

### Album in studio
- 2020 – The Blue Print: Us vs. Them

### Mixtape
- 2018 – Any Minute Now (con Yxng Bane)
- 2019 – Home Alone
- 2019 – PTSD
- 2019 – Street Trauma

### Singoli
- 2021 – Ferrari Horses (con Raye)